# Fender Jag-Stang
La Fender Jag-Stang es una guitarra eléctrica que es un híbrido de dos guitarras eléctricas Fender: Una Fender Jaguar y una Fender Mustang. Kurt Cobain, difunto guitarrista y vocalista del grupo de Grunge Nirvana, propuso su idea para un instrumento combinado con aspectos de ambos modelos de guitarras, enviando una hoja con polaroid recortados de las dos guitarras y sus especificaciones.  Los dos prototipos versión para zurdos fueron construidos por el ex Custom Shop de Fender Larry L. Brooks, la Blue Sonic y la Fiesta Red, siendo la Blue Sonic la única que toco Cobain, Kurt Cobain falleció antes de recibir la Fiesta Red que estaba ya preparada para enviarse.
El instrumento fue necesario ajustarlo mucho antes de que Cobain se quedase satisfecho con él, y fue enviado de vuelta a Fender para repararlo, antes de que Cobain lo llevase con él en la gira europea en 1994 de Nirvana del álbum In Utero.
La guitarra fue tocada pocas veces en vivo. Muchos creen que Cobain, descontento con el resultado, nunca llegó a terminar de perfeccionar el instrumento antes de su fallecimiento.
Pos-fallecimiento de Cobain, la guitarra le fue regalada a manos de su esposa, Courtney Love al guitarrista de R.E.M., Peter Buck siendo visto usándola en el video clip de What's the Frequency, Kenneth? de R.E.M.
Fender empezó a producir este modelo de guitarra en el otoño de 1995, después de la muerte de Kurt Cobain, Fender Japón volvió a publicar la Jag-Stang dos años después de la cancelación de la producción de este modelo debido a una demanda popular en el 2001. Fender, una vez más, suspendió la producción de la Jag-Stang a partir de 2005.
- Datos: Q912249
- Multimedia: Fender Jag-Stang / Q912249